# Matthew Broderick
Matthew Broderick (Manhattan, New York, 1962. március 21. –) kétszeres Tony-díjas amerikai színész, rendező, producer. 

## Élete és pályafutása
1962. március 21-én született New Yorkban. Édesapja James Wilke Broderick színész, édesanyja, Patricia drámaíró, színésznő.
Általános iskolai tanulmányait a City & Country School-ban végezte el. Középiskolai éveit a Walden Schoolban töltötte, majd magántanuló lett Manhattanban.
Első jelentős szerepét színházban kapta, filmes karrierje az 1980-as években kezdődött.

## Magánélete
Jennifer Grey barátnőjével Írországban autóbalesetet szenvedtek, ahol ők megsebesültek, a másik autóban pedig ketten meghaltak.
1987-1988-ban Penelope Ann Miller volt a barátnője. 1994-ben pedig Lili Taylor volt a társa.
1997. május 19-én feleségül vette Sarah Jessica Parkert, akit a testvérén keresztül ismert meg. Egy fiuk, James Wilke Broderick született 2002. október 28-án, és két ikerlányuk, Marion és Tabitha, 2009-ben.
A hollywoodi hírességek sétányán (Walk of Fame) van egy csillaga közösen Nathan Lane-nel.
2006 augusztusában egy lovasbalesetben eltörte a kulcscsontját.

## Filmográfia

### Film
| Év   | Magyar cím                              | Eredeti cím                        | Szerep                                            | Magyar hang     | Rendező               |
| ---- | --------------------------------------- | ---------------------------------- | ------------------------------------------------- | --------------- | --------------------- |
| 1983 | Gengszterpapa                           | Max Dugan Returns                  | Michael McPhee                                    | Simonyi Balázs  | Herbert Ross          |
| 1983 | Háborús játékok                         | WarGames                           | David Lightman                                    | Boros Zoltán    | John Badham           |
| 1983 | Háborús játékok                         | WarGames                           | David Lightman                                    | Baráth István   | John Badham           |
| 1983 | Háborús játékok                         | WarGames                           | David Lightman                                    | Breyer Zoltán   | John Badham           |
| 1985 |                                         | 1918                               | Vaughn testvér                                    |                 | Ken Harrison (1.)     |
| 1985 | Sólyomasszony                           | Ladyhawke                          | Phillipe Gaston                                   | Lippai László   | Richard Donner        |
| 1985 | Sólyomasszony                           | Ladyhawke                          | Phillipe Gaston                                   | Breyer Zoltán   | Richard Donner        |
| 1985 | Sólyomasszony                           | Ladyhawke                          | Phillipe Gaston                                   | Simonyi Balázs  | Richard Donner        |
| 1986 | Meglógtam a Ferrarival                  | Ferris Bueller`s Day Off           | Ferris Bueller                                    | Görög László    | John Hughes (1.)      |
| 1986 |                                         | On Valentine's Day                 | Vaughn testvér                                    |                 | Ken Harrison (2.)     |
| 1987 | X program                               | Project X                          | Jimmy Garrett                                     | Kassai Károly   | Jonathan Kaplan       |
| 1987 | X program                               | Project X                          | Jimmy Garrett                                     | Görög László    | Jonathan Kaplan       |
| 1988 | Biloxi Blues                            | Biloxi Blues                       | Eugene Morris Jerome                              | Rudolf Péter    | Mike Nichols          |
| 1988 | Kakukktojás                             | Torch Song Trilogy                 | Alan Simon                                        | Lippai László   | Paul Bogart           |
| 1988 | Segítség, apa lettem!                   | She's Having a Baby                | Ferris Bueller (cameo)                            |                 | John Hughes (2.)      |
| 1989 | Családi ügy                             | Family Business                    | Adam                                              | Kerekes József  | Sidney Lumet          |
| 1989 | Az 54. hadtest                          | Glory                              | Robert Gould Shaw ezredes                         | Felföldi László | Edward Zwick          |
| 1989 | Az 54. hadtest                          | Glory                              | Robert Gould Shaw ezredes                         | Csőre Gábor     | Edward Zwick          |
| 1990 | Az újonc                                | The Freshman                       | Clark Kellogg / Narrátor                          | Bolba Tamás     | Andrew Bergman        |
| 1992 | Az alkusz nem alkuszik                  | Out on a Limb                      | Bill Campbell                                     | Bor Zoltán      | Francis Veber         |
| 1993 | Zűrzavaros éjszakák                     | The Night We Never Met             | Sam Lester                                        | László Zsolt    | Warren Leight         |
| 1994 | Az oroszlánkirály                       | The Lion King                      | Simba felnőttként (hangja)                        | Stohl András    | Roger Allers          |
| 1994 | Az oroszlánkirály                       | The Lion King                      | Simba felnőttként (hangja)                        | Stohl András    | Rob Minkoff           |
| 1994 | Mrs. Parker és az ördögi kör            | Mrs. Parker and the Vicious Circle | Charles MacArthur                                 | Kassai Károly   | Alan Rudolph          |
| 1994 | Promenád a gyönyörbe                    | The Road to Wellville              | Will Lightbody                                    | Lux Ádám        | Alan Parker           |
| 1995 |                                         | The Thief and the Cobbler          | Tack a suszter / narrátor (hangja)                |                 | Richard Williams      |
| 1996 | A kábelbarát                            | The Cable Guy                      | Steven M. Kovacs                                  | Forgács Péter   | Ben Stiller           |
| 1996 | A kábelbarát                            | The Cable Guy                      | Steven M. Kovacs                                  | Lippai László   | Ben Stiller           |
| 1996 | A végtelen                              | Infinity                           | Richard Feyman                                    | Rudolf Péter    | Matthew Broderick     |
| 1997 | Meglesni és megszeretni                 | Addicted to love                   | Sam                                               | Epres Attila    | Griffin Dunne         |
| 1998 | Godzilla                                | Godzilla                           | Dr. Niko Tatopoulos                               | Lippai László   | Roland Emmerich       |
| 1998 | Az oroszlánkirály 2. – Simba büszkesége | The Lion King II: Simba`s Pride    | Simba felnőttként (hangja)                        | Stohl András    | Darrell Rooney        |
| 1998 |                                         | Walking to the Waterline           | Michael Woods                                     |                 | Matt Mulhern          |
| 1999 | Gimiboszi                               | Election                           | Jim McAllister                                    | Epres Attila    | Alexander Payne       |
| 1999 | Bigyó felügyelő                         | Inspector Gadget                   | John Brown rendőr / Bigyó felügyelő / Robot Bigyó | Lippai László   | David Kellogg         |
| 2000 | Számíthatsz rám                         | You Can Count on Me                | Brian                                             |                 | Kenneth Lonergan (1.) |
| 2003 | Jó fiú!                                 | Good Boy!                          | Szotyi (hangja)                                   | Lippai László   | John Hoffman          |
| 2004 | Az oroszlánkirály 3. – Hakuna Matata    | The Lion King 1 1/2: Hakuna Matata | Simba felnőttként (hangja)                        | Stohl András    | Bradley Raymond       |
| 2004 | Marie és Bruce                          | Marie and Bruce                    | Bruce                                             |                 | Tom Cairns            |
| 2004 | A stepfordi feleségek                   | The Stepford Wives                 | Walter Kresby                                     | Zalán János     | Frank Oz              |
| 2004 | Az utolsó jelenet                       | The Last Shot                      | Steven Schats                                     | Epres Attila    | Jeff Nathanson        |
| 2005 | Producerek                              | The Producers                      | Leo Bloom                                         | Lippai László   | Susan Stroman         |
| 2005 | Öregdiák nem véndiák                    | Strangers With Candy               | Roger Beekman                                     | Fekete Zoltán   | Paul Dinello          |
| 2006 | Kiskarácsony mindenáron                 | Deck the Halls                     | Steve Finch                                       | Lippai László   | John Whitesell        |
| 2007 | Amikor minden változik                  | Then She Found Me                  | Ben                                               | Lippai László   | Helen Hunt            |
| 2007 | Mézengúz                                | Bee Movie                          | Adam Flayman (hangja)                             | Lippai László   | Steve Hickner         |
| 2008 | Csökkent képesség                       | Diminished Capacity                | Cooper                                            | Lippai László   | Terry Kinney          |
| 2008 | Szesz, szex és steksz                   | Finding Amanda                     | Taylor Peters                                     | Lippai László   | Peter Tolan           |
| 2008 | Cincin lovag                            | The Tale of Despereaux             | Cincin (hangja)                                   | Rajkai Zoltán   | Robert Stevenhagen    |
| 2009 | Csodálatos világ                        | Wonderful World                    | Ben Singer                                        | Lippai László   | Joshua Goldin         |
| 2011 | Margaret                                | Margaret                           | Andrew Van Tassel                                 | Lippai László   | Kenneth Lonergan (2.) |
| 2011 | Hogyan lopjunk felhőkarcolót?           | Tower Heist                        | Chase Fitzhugh                                    | Lippai László   | Brett Ratner          |
| 2011 | Szilveszter éjjel                       | New Year's Eve                     | Mr. Buellerton (cameo)                            | Scherer Péter   | Garry Marshall        |
| 2013 |                                         | Skum rocks!                        | önmaga                                            |                 | Clay Westervelt       |
| 2015 | Piszkos kis hétvége                     | Dirty Weekend                      | Les Moore                                         | Czvetkó Sándor  | Neil LaBute           |
| 2015 | Kész katasztrófa                        | Trainwreck                         | önmaga (cameo)                                    | Lippai László   | Judd Apatow           |
| 2016 | A régi város                            | Manchester by the Sea              | Jeffrey                                           | Lippai László   | Kenneth Lonergan (3.) |
| 2016 |                                         | The American Side                  | Borden Chase                                      |                 | Jenna Ricker          |
| 2016 | Kivétel és szabály                      | Rules Don't Apply                  | Levar Mathis                                      | Lippai László   | Warren Beatty         |
| 2018 | Porrá                                   | To Dust                            | Albert                                            | Görög László    | Shawn Snyder          |
| 2019 | Csodapark                               | Wonder Park                        | June apja (hangja)                                | Rajkai Zoltán   | Dylan Brown           |
| 2019 |                                         | Love Is Blind                      | Murray                                            |                 | Monty Whitebloom      |
| 2019 | Andy Delaney                            | Love Is Blind                      | Murray                                            |                 |                       |
| 2020 |                                         | Lazy Susan                         | Doug                                              |                 | Nick Peet             |
| 2023 | Barátnőt felveszünk                     | No Hard Feelings                   | Laird Vogel                                       | Rudolf Péter    | Gene Stupnitsky       |

### Televízió

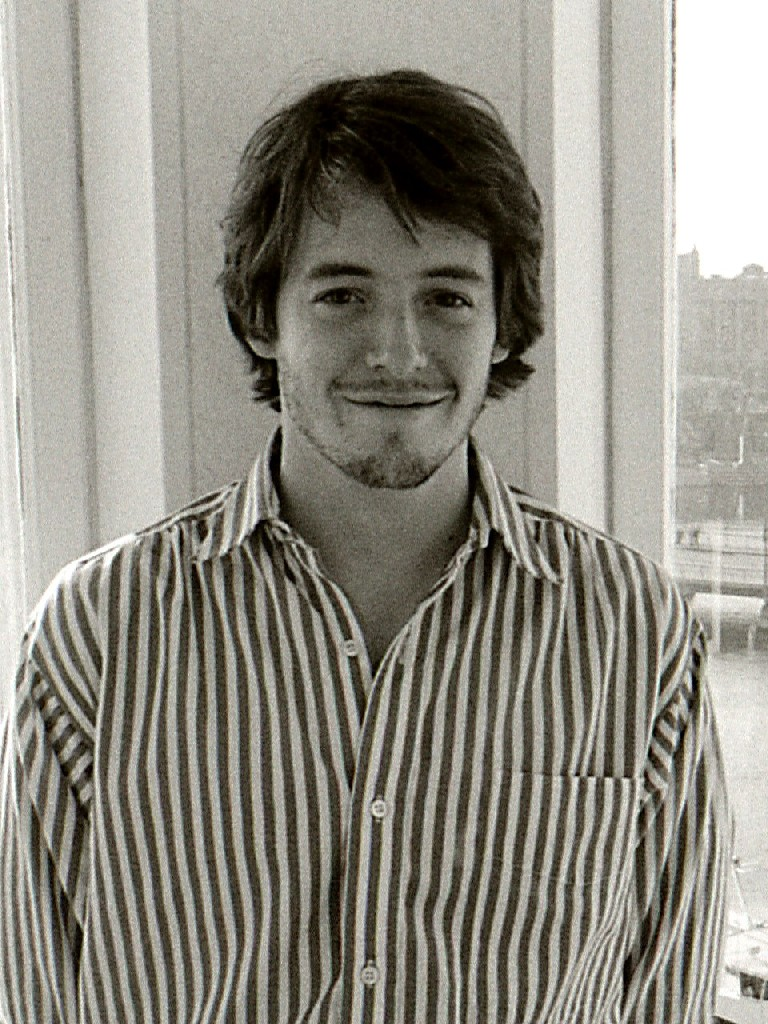
Matthew Broderick 1986-ban

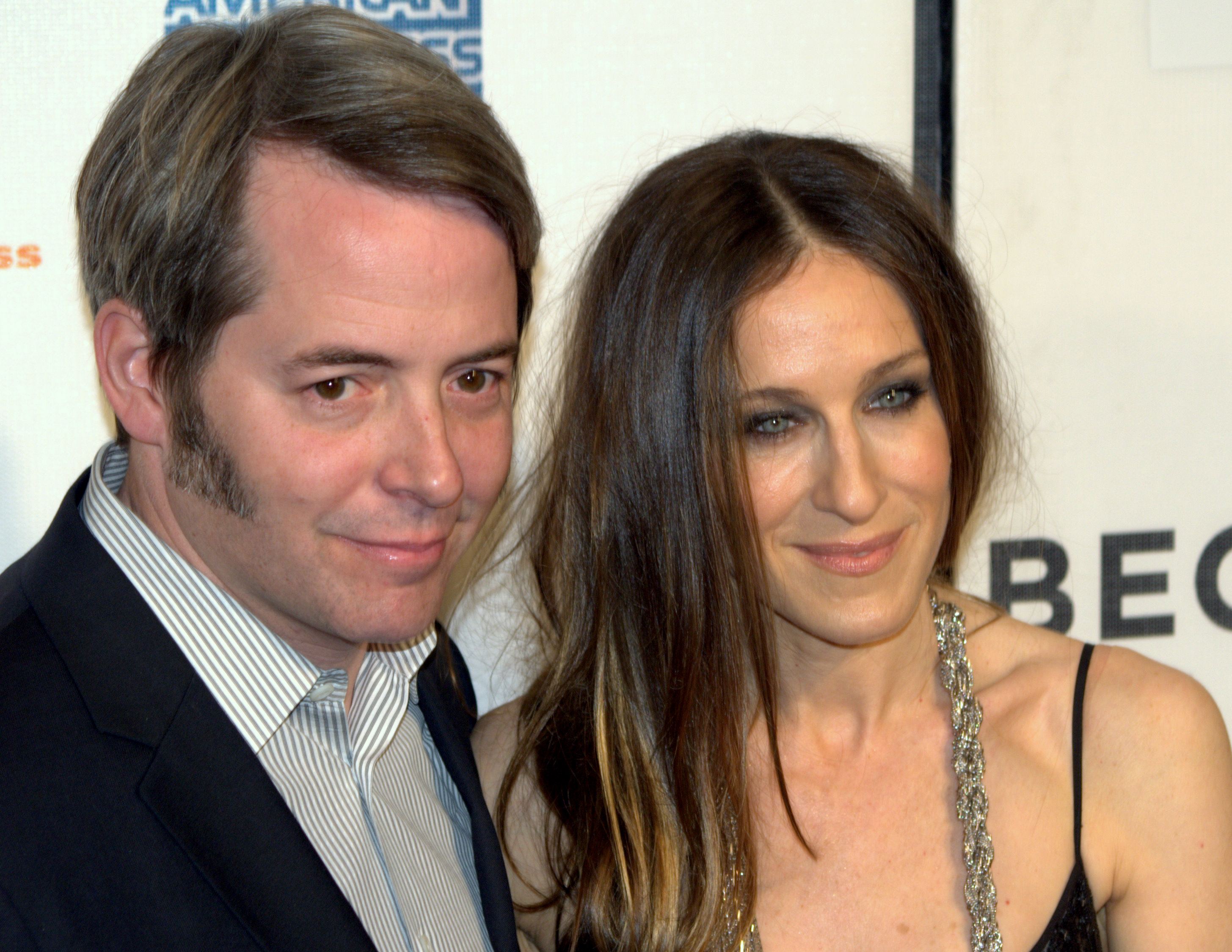
Broderick és felesége, Sarah Jessica Parker 2009-ben.

| Év        | Magyar cím                                      | Eredeti cím                      | Szerep                                 | Megjegyzések                                            |
| --------- | ----------------------------------------------- | -------------------------------- | -------------------------------------- | ------------------------------------------------------- |
| 1981      |                                                 | Lou Grant                        | Mike                                   | 1 epizód                                                |
| 1984      |                                                 | Master Harold...and the Boys     | Hally Ballard                          | tévéfilm                                                |
| 1985      |                                                 | Faerie Tale Theatre              | Henry herceg                           | 1 epizód                                                |
| 1988–2019 | Saturday Night Live                             | Saturday Night Live              | önmaga (házigazda) / Mike Pompeo       | 3 epizód                                                |
| 1993      | Színházi élet                                   | A Life in the Theater            | John                                   | tévéfilm                                                |
| 1995      | Frasier – A dumagép                             | Frasier                          | Mark (hangja)                          | 1 epizód                                                |
| 2003      | A szótlan zenész                                | The Music Man                    | Harold Hill professzor                 | tévéfilm                                                |
| 2008–2012 | A stúdió                                        | 30 Rock                          | Cooter Burger                          | 2 epizód                                                |
| 2009      | Cyberchase, avagy kalandozások a cyber világban | Cyberchase                       | Max (hangja)                           | 1 epizód                                                |
| 2010–2015 | Louie                                           | Louie                            | önmaga                                 | - 2 epizód - magyar hangja: - Lippai László             |
| 2010      |                                                 | Beach Lane                       | Mike Brennan                           | próbaepizód                                             |
| 2012      | Modern család                                   | Modern Family                    | Dave                                   | 1 epizód                                                |
| 2012–2016 | Kalandra fel!                                   | Adventure Time                   | Álomharcos / Az erdő szelleme (hangja) | 2 epizód                                                |
| 2013      |                                                 | Untitled Tad Quill project       | Jack Lewis                             | próbaepizód                                             |
| 2015      |                                                 | The Jim Gaffigan Show            | önmaga                                 | 1 epizód                                                |
| 2017      | BoJack Horseman                                 | BoJack Horseman                  | Joseph Sugarman (hangja)               | 2 epizód                                                |
| 2017      |                                                 | A Christmas Story Live!          | narrátor / felnőtt Ralphie             | különkiadás                                             |
| 2018–2019 |                                                 | The Conners                      | Peter                                  | 4 epizód                                                |
| 2019      |                                                 | At Home with Amy Sedaris         | Cliff                                  | 1 epizód                                                |
| 2019      |                                                 | Comedians in Cars Getting Coffee | önmaga (vendég)                        | 1 epizód                                                |
| 2019      | Napkelte                                        | Daybreak                         | Michael Burr                           | - főszereplő (10 epizód) - magyar hangja: - Elek Ferenc |
| 2019      | Rick és Morty                                   | Rick and Morty                   | Beszélő macska (hangja)                | 1 epizód                                                |
| 2019      |                                                 | Better Things                    | Dr. David Miller                       | 2 epizód                                                |
| 2023      | A gyilkos csodaszer                             | Painkiller                       | Richard Sackler                        | - főszereplő - magyar hangja:[forrás?] - Stohl András   |
| 2023      | Gyilkos a házban                                | Only Murders in the Building     | önmaga                                 | 2 epizód                                                |

## Fordítás
- Ez a szócikk részben vagy egészben  a   Matthew Broderick című angol Wikipédia-szócikk fordításán alapul.  Az eredeti cikk szerkesztőit annak laptörténete sorolja fel. Ez a jelzés csupán a megfogalmazás eredetét és a szerzői jogokat jelzi, nem szolgál a cikkben szereplő információk forrásmegjelöléseként.